# León (Nicaragua)

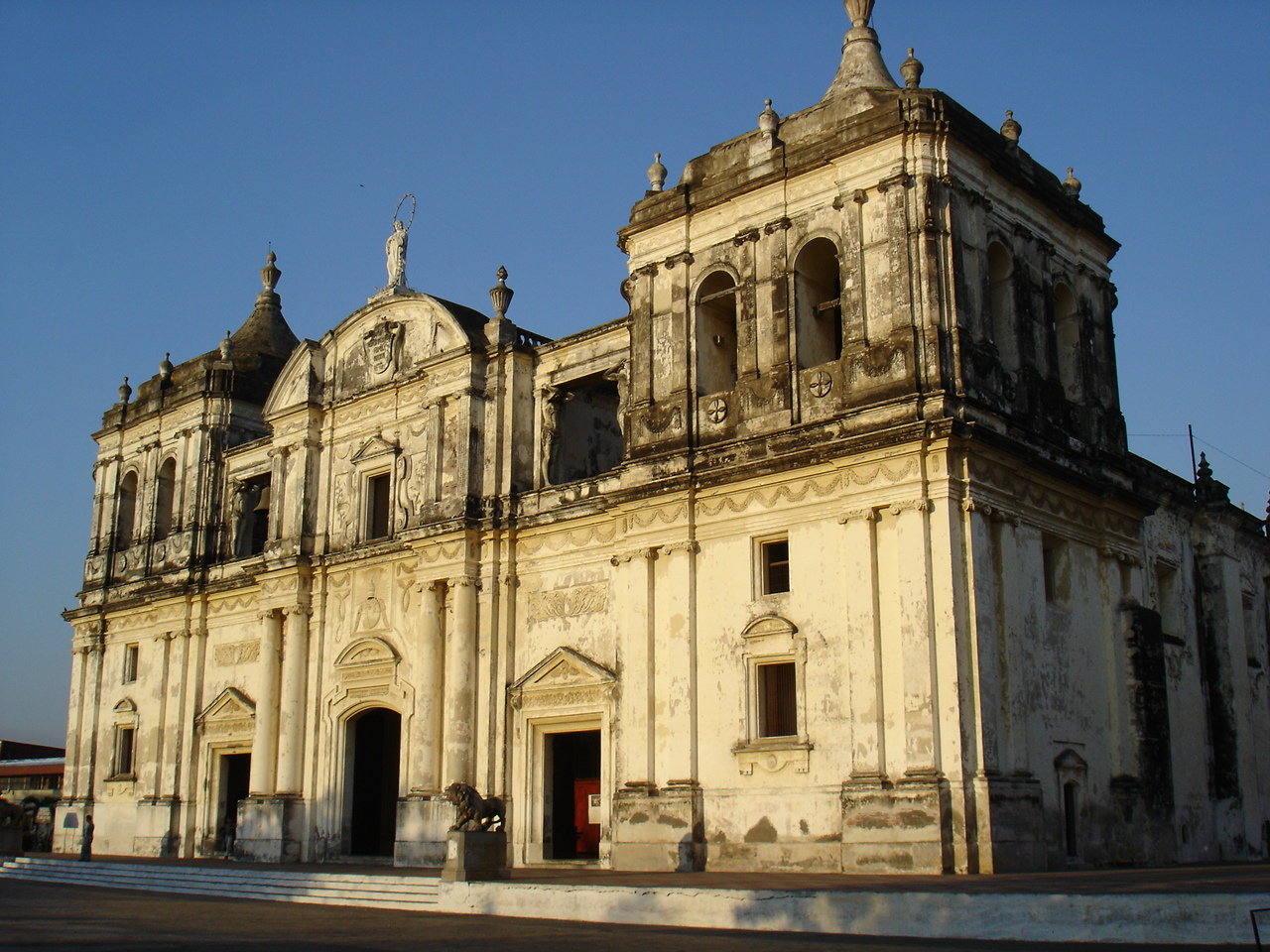
La catedral de León, Nicaragua.

La ciutat de Santiago de los Caballeros de León, o com més comunament conegut com a León, és capçalera departamental i municipi del departament de León, situat a Nicaragua, Amèrica Central.
Encara que amb menys població que Managua (la capital del país), León ha estat la seu intel·lectual de la nació, amb una universitat fundada en 1813. León és també un important centre industrial i de comerç de Nicaragua. Fins al nomenament de Managua com a capital de Nicaragua, León va revalitzar amb Granada para aquesta representativitat.

## Context

Localització del departament de León.

Situat en l'occident del país, coneguda també com "La ciutat universitària" o "El graner de Nicaragua", el departament de León té una àrea de 5138.03 km² i una població aproximada de 441.308 habitants distribuïts en els seus deu municipis: León (capçalera departamental), Nagarote, La Paz Centro, Telica, Larreynaga i Santa Rosa del Peñón.
El departament de León es caracteritza per tenir paisatges espectaculars, belles platges, bells volcans i un sens fi de destinacions atractives poc explorats. En aquest departament se situen quatre volcans de la Serralada dels Maribios i a més es troben belles platges, pobles històrics i sobretot esglésies de bella arquitectura.
D'aquesta terra han sorgit importants personatges com el Príncep de les lletres castellanes com Rubén Darío, Salomón de la Selva, Alfonso Cortez i Azarías H. Pallais; el rei de la valsa José de la Cruz Mena o Pedro Argüello Argüello, entre altres il·lustres personatges, tant de la independència nacional com de la vida intel·lectual del país.

## Història
La ciutat de León va ser fundada el 1524, dia de la Santíssima Trinitat, per Francisco Hernández de Córdoba. Estava situada enmig de la Província de Imabite, en un terreny pla al costat del llac Xolotlán i enfront del volcà Momotombo. Aquesta ubicació dista uns 30 km de l'actual ciutat de León i és coneguda com a León Viejo, les ruïnes del qual siguin convertides en actractiu turístic.
Es va optar pel trasllat de la ciutat a un nou emplaçament al costat de l'antic poblat ètnic de Sutiava arran d'un terratrèmol i de l'erupció del volcà en 1610.
Va ser capçalera de la Intendència de León de Nicaragua, establerta en 1787, i de la província de Nicaragua i Costa Rica, que va existir de 1812 a 1814 i de 1820 a 1821.
A la ciutat de León es va signar l'acta d'independència absoluta de Nicaragua i Costa Rica de la Monarquia Espanyola, l'11 d'octubre de 1821. Posteriorment va ser capital de l'Estat de Nicaragua, i en retirar-se Nicaragua de la Federació centramericà en 1838, es va mantenir com a capital de Nicaragua, encara que durant alguns anys, la capital va canviar freqüentment entre León i Granada (el seu rival històric des d'un punt de vista soci polític) segons el partit en el poder. Aquesta situació es va resoldre quan es va escollir una tercera ciutat, Managua, com a capital del país en 1858.